# Anton Fendrich
Anton Fendrich (* 8. April 1868 in Offenburg; † 6. Januar 1949 in Freiburg im Breisgau) war ein deutscher Schriftsteller und Politiker.

## Leben und Wirken
Fendrich wurde 1868 als Sohn eines Eisenbahnbeamten geboren. Bereits früh fand er durch seine Freundschaft mit dem späteren Reichstagsabgeordneten Oskar Geck und dessen Familie die Nähe zur Sozialdemokratie. Nach einem nicht abgeschlossenen Studium der Volkswirtschaftslehre in Zürich war er als Redakteur für verschiedene Zeitungen der SPD tätig. Seit 1895 wirkte er in Offenburg und später in Karlsruhe beim Volksfreund, der von Adolf Geck gegründeten Zeitung der SPD-Landesorganisation. 1898 wurde er als jüngstes Mitglied in die zweite Kammer des Badischen Landtages gewählt, der er bis 1902 angehörte.
Danach wandte er sich von der Politik ab. Philosophie, Kunst und Natur spielten in seinem Leben und seiner Arbeit eine größere Rolle. So verfasste er mehrere Wander- und Naturführer und verdiente seinen Lebensunterhalt als Korrespondent bei verschiedenen Feuilletons. Während des Ersten Weltkriegs kehrte er zur politischen Publizistik zurück und setzte sich vehement für eine Eingliederung der Sozialdemokratie in die „Volksgemeinschaft“ und für ein Durchhalten im Kriege ein, was ihm den Beifall (und einige Interviews) führender Militärs und Politiker einbrachte.
Während der Weimarer Republik und dem Dritten Reich war er in Freiburg als Privatlehrer tätig und verfasste neben Natur- und Heimatliteratur seinen Memoirenroman Hundert Jahre Tränen. 1946 erhielt er den Johann-Peter-Hebel-Preis.
Fendrich starb 1949 in Freiburg. Sein Nachlass befindet sich seit 1990 im Freiburger Stadtarchiv.

## Schriften (Auswahl)
- Der Alpinist. Ein Führer in die Hochgebirgswelt. Franckh'sche Verlagsbuchhandlung, Stuttgart 1909.
- Der Skiläufer. Ein Lehr- und Wanderbuch. Franckh'sche Verlagsbuchhandlung, Stuttgart, ca. 1907.
- Schauinsland. Ein Wanderbuch. Kaden-Verlag, Dresden 1911.
- Der Krieg und die Sozialdemokratie. Berlin 1914.
- Gegen Frankreich und Albion. Franckh'sche Verlagsbuchhandlung, Stuttgart, 1915, 1.–5. Tausend.
- Der Stellungskrieg bis zur Frühlingsschlacht (1915) in Flandern. Francksche Verlagshandlung Stuttgart 1916  6.–10. Tausend.
- Ein Wort an die unten und die oben – von einem deutschen Sozialdemokraten. Franckh’sche Verlagsbuchhandlung. Stuttgart 1916.
- An Bord. Kriegserlebnisse bei der schwimmenden und fliegenden Wehrmacht Deutschland. Franckh, Stuttgart 1916.
- Mit dem Auto an der Front. Kriegserlebnisse von Anton Fendrich. Franckh'sche Verlagsbuchhandlung, Stuttgart o. J. [1917].
- Die Kluft. Erlebnisse, Briefe, Dokumente aus den Jahren 1914–1919. Stuttgart 1919.
- Der Judenhaß und der Sozialismus. Freiburg 1920. (Digitalisat)
- Mainberg. Aufzeichnungen aus zwei Welten. München 1922.
- Land meiner Seele. Frankfurter Societäts-Druckerei, Frankfurt (Main) 1941.
- Hundert Jahre Tränen. 1848–1948. C.F. Müller, Karlsruhe 1953.